# Какав деда такав унук
Какав деда такав унук је четврти наставак серијала Луде године. Премијерно је приказан 22. фебруара 1983. године. Режирао га је Зоран Чалић, а сценарио су писали Зоран Чалић и Јован Марковић. У филму је гостовала певачица Зорица Брунцлик и отпевала свој хит А тебе нема.
Иако је радња филма померена за скоро 10 година, филм је изашао две године након претходног наставка серијала.

## Радња
Деда Жика и деда Милан боре се око тога ко ће више времена провести са унуком Мишом, који има пет година. Иако Миша живи са својим родитељима код деде Милана, Жика на све начине покушава да Мишу научи кафанском животу и свом занату. А Милан свог унука шаље на часове виолине и енглеског језика. Долази до низа занимљивих ситуација.

## Улоге
| Глумац                   | Улога                          |
| ------------------------ | ------------------------------ |
| Драгомир Бојанић Гидра   | Жика Павловић                  |
| Марко Тодоровић          | Милан Тодоровић                |
| Риалда Кадрић            | Марија Павловић                |
| Владимир Петровић        | Боба Павловић                  |
| Јелена Жигон             | Јелена Тодоровић               |
| Весна Чипчић             | Елза                           |
| Михаило Јевтић           | Миша                           |
| Љиљана Јанковић          | Вука                           |
| Нада Војиновић           | Учитељица                      |
| Милан Срдоч              | Миге                           |
| Боривоје Бора Стојановић | Доктор Јежић                   |
| Велимир Бата Живојиновић | Доктор Милутин Недељковић      |
| Дивна Ђоковић            | Недељковићева супруга          |
| Гордана Јошић Гајин      |                                |
| Радмила Гутеша           | Супруга Доктора Јежића         |
| Миња Стевовић            |                                |
| Душанка Севердија        |                                |
| Ратомир Пешић            |                                |
| Милутин Савић            |                                |
| Страхиња Мојић           | Милиционер                     |
| Зорица Брунцлик          | Певачица у "Златном буренцету" |

## Екипа филма
- Сценарио: Зоран Чалић, Јован Марковић
- Музика: Димитрије Микан Обрадовић
- Сниматељ: Божидар Николић
- Сценографија: Предраг Николић
- Костимографија: Вера Стојановић
- Монтажа: Јелена Бјењаш, Војислав Бјењаш